# Длинноклювая куропатка
Длинноклювая куропатка (лат. Rhizothera longirostris) — вид птиц из семейства фазановых. Иногда выделяют два подвида, иногда же один из них, Rhizotera dulitensis, имеющий очень ограниченный ареал в горах центральной части Борнео, считают отдельным видом птиц.
Обитают на Малаккском полуострове, Суматре и Борнео.

## Описание
Достигают длины тела от 30 до 35 см. Самцы весят около 800 г, а самки в среднем 700 г. У самца ржаво-красные боковые стороны головы, ржаво-красные шея и горло. Лоб, затылок и верхняя часть головы темно-каштановые. Грудка и передние стороны тела серые. Остальная часть нижней стороны тела красновато-коричневая, но светлеет к брюху и подхвостью. Верхняя часть тела пятнистая каштаново-коричневая и чёрная. Самка похожа на самца, но у нее нет серого на грудке. У самки все лицо, горло и нижняя сторона тела красновато-коричневые.

## Биология
Единственное известное гнездо было найдено в 1934 году, однако имеется опыт разведения этих птиц в неволе.